# Chlorida obliqua
Chlorida obliqua là một loài bọ cánh cứng trong họ Cerambycidae.